# Jason Taylor
Jason Paul Taylor (født 1. september 1974 i Pittsburgh, Pennsylvania, USA) er en tidligere amerikansk footballspiller, der spiller i NFL som outside linebacker. Han spillede størstedelen af sin karriere i ligaen for Miami Dolphins. 
Selvom Taylor under sin tid i Miami Dolphins har spillet for et af ligaens svageste hold, opnåede han alligevel anerkendelse som en af de bedste defensive ends i NFL. Hele seks gange i sine elleve år hos Florida-klubben er han blevet udtaget til Pro Bowl, ligaens All Star-kamp.

## Klubber
- Miami Dolphins (1997–2007)
- Washington Redskins (2008)
- Miami Dolphins (2009)
- New York Jets (2010)
- Miami Dolphins (2011)